# Poiquilohidria
La poiquilohidria es la condición de los organismos que carecen de un mecanismo para regular el contenido hídrico y prevenir la desecación, como los hongos, algas, briófitos o anfibios. En general, estos organismos no son capaces de vivir en ausencia de agua durante mucho tiempo y se desecan rápidamente, por lo que suelen vivir en ambientes húmedos o acuáticos.
A pesar de ello, algunos raros ejemplos de estos organismos son capaces de resistir largos períodos sin agua debido a curiosos mecanismos, como por ejemplo el caso de Selaginella lepidophylla. Esta planta puede ser rehidratada tras varios años de sequía y continuar su ciclo vital. Esto es debido a una sustancia llamada trehalosa que sintetizan sus células y que previene que mueran por un exceso de concentración de sales ante la ausencia de agua.